# Herbert Oelschläger
Herbert Oelschläger (* 18. Mai 1921 in Bremen; † 2. Juni 2006) war ein deutscher Pharmazeut.

## Leben

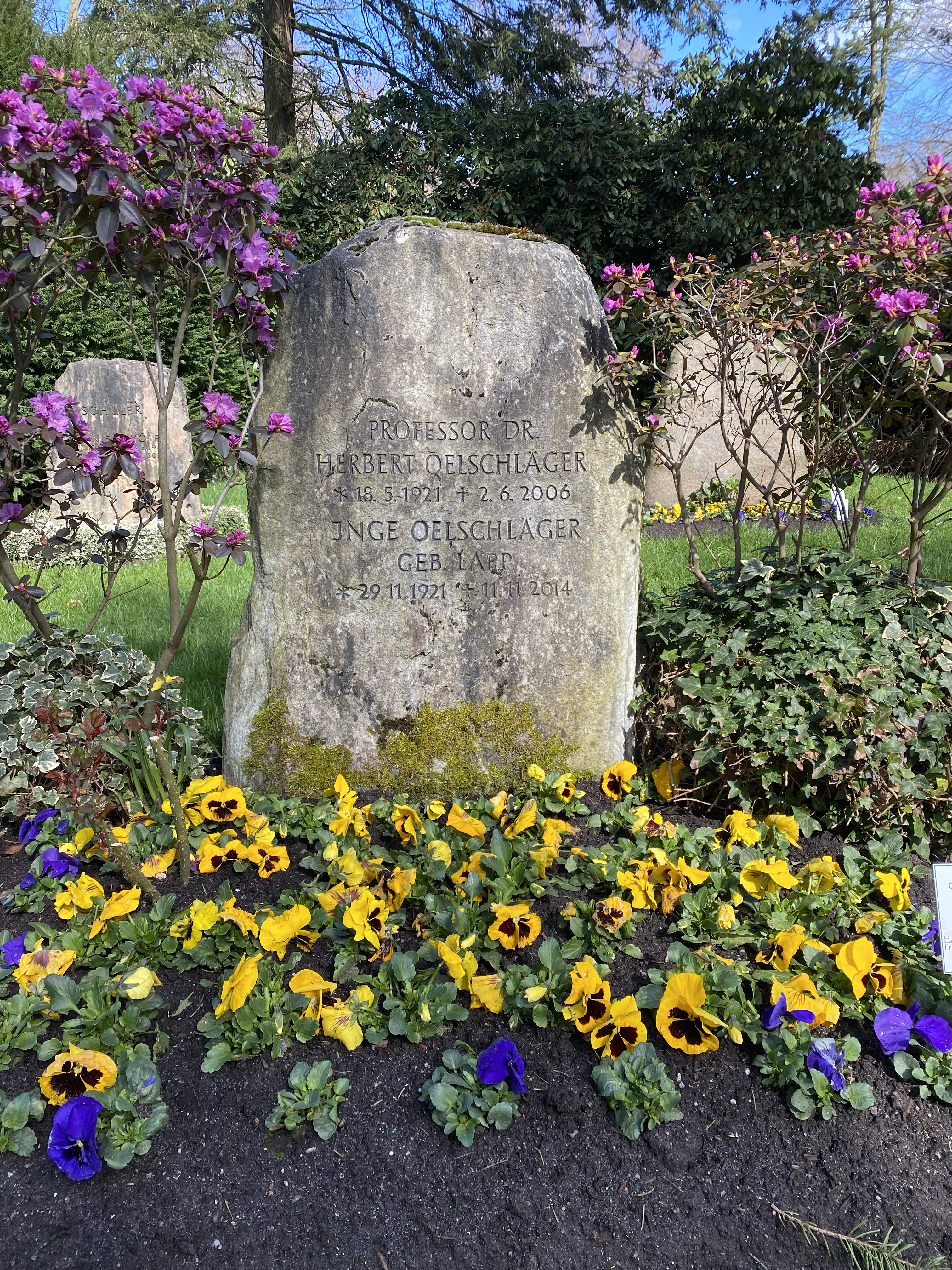
Grabstätte auf dem Friedhof Öjendorf

Herbert Oelschläger wurde als Sohn einer Bremer Kaufmannsfamilie geboren. Nach dem Reichsarbeitsdienst nahm er an der Bergakademie Clausthal ein Studium der Chemie und Physik auf. Seine Ausbildung musste er 1940 unterbrechen, als er in die Wehrmacht einberufen wurde. Während des Krieges diente er als Offizier in der Flakartillerie, bis er in britische Kriegsgefangenschaft geriet. Nach seiner Heimkehr praktizierte er in Bremen in einer Apotheke und begann im Anschluss daran an der Universität Hamburg das Studium der Pharmazie. 1949 erhielt er die Approbation als Apotheker. Unter der Betreuung von Karl Kindler entstand 1952 seine Dissertation über neue bakterizid wirkende Phenol-Derivate. 1957 habilitierte er sich mit einer Schrift über Neue Amidine und eine neue Klasse von Aminoäthern mit lokalanästhetischer Wirkung.
Im Anschluss übernahm Oelschläger für zwei Jahre die kommissarische Leitung des Hamburger Instituts für Pharmazeutische Chemie, ging dann aber nach Prag und arbeitete im Team des Nobelpreisträgers Jaroslav Heyrovský zu elektroanalytischen Methoden. Schließlich ereilte ihn 1963 der Ruf an die Universität Frankfurt, wo er zunächst auf ein Extraordinariat für Pharmazeutische Chemie berufen wurde, bevor er 1965 als Nachfolger von Carl Rohmann (1897–1966) zum Direktor des Pharmazeutischen Instituts der Universität ernannt wurde. Wissenschaftlich beschäftigte er sich weiterhin mit der Entwicklung von Lokalanästhetika; das von ihm entwickelte Fomocain wurde seit 1967 vermarktet. Auf analytischem Gebiet führte er die Technik der Polarografie ein.
Oelschläger, der auch hochschulpolitisch aktiv war, blieb bis zu seiner Emeritierung im Jahr 1989 in Frankfurt Ordinarius für Pharmazeutische Chemie. Nach der Wiedervereinigung baute er an der Universität in Jena das Institut für Pharmazie auf.
Oelschläger war Mitglied des Wissenschaftlichen Beirats der Bundesapothekerkammer, Vorsitzender der Akademie für pharmazeutische Fortbildung der Landesapothekerkammer Hessen und Präsident der Deutschen Pharmazeutischen Gesellschaft. Er war ordentliches Mitglied der Akademie der Wissenschaften und der Literatur Mainz. Im Jahre 2003 wurde Oelschläger Mitglied des Wissenschaftlichen Beirates der Firma Diagenics SE.
Herbert Oelschläger wurde auf dem Hamburger Friedhof Öjendorf beigesetzt. 

## Ehrungen
- Ehrendoktor der Universitäten Jena, Budapest, Regensburg und Bratislava
- 1981: Bundesverdienstkreuz 1. Klasse
- Großes Verdienstkreuz der Bundesrepublik Deutschland
- 2003 – Verdienstorden des Freistaats Thüringen